# Patinação de velocidade em pista curta nos Jogos Olímpicos de Inverno de 2010 - Revezamento 5000 m masculino
As competições do revezamento 5000m masculino da patinação de velocidade em pista curta nos Jogos Olímpicos de Inverno de 2010 foram disputadas no Pacific Coliseum em Vancouver, Colúmbia Britânica, em 17 e 26 de fevereiro de 2010.

## Medalhistas
|  | CAN Canadá                                                                                |  | KOR Coreia do Sul                                              |  | USA Estados Unidos                                            |
|  | Charles Hamelin François Hamelin Olivier Jean Francois-Louis Tremblay Guillaume Bastille* |  | Kwak Yoon-gy Lee Ho-suk Lee Jung-su Sung Si-bak Kim Seoung-il* |  | J.R. Celski Travis Jayner Jordan Malone Apolo Ohno Simon Cho* |

* - Participaram apenas das semifinais, mas receberam medalhas.

## Recordes
Antes desta competição, os recordes mundiais e olímpicos da prova eram os seguintes:
| Tipo | Atleta        | Tempo    | Local          | Data                    |
| ---- | ------------- | -------- | -------------- | ----------------------- |
|      | Coreia do Sul | 6:38.486 | Salt Lake City | 19 de outubro de 2008   |
|      | Coreia do Sul | 6:43.376 | Turim          | 25 de fevereiro de 2006 |

Nenhum recorde foi quebrado durante a competição.

## Resultados

### Semifinais
Foram realizadas duas baterias na fase semifinal:
| Pos. | Atletas                                                                           | Tempo      | Notas |
| ---- | --------------------------------------------------------------------------------- | ---------- | ----- |
| 1    | KOR Coreia do Sul Kim Seoung-il Kwak Yoon-gy Lee Ho-suk Sung Si-bak               | 6:43.845   | QA    |
| 2    | USA Estados Unidos J.R. Celski Simon Cho Travis Jayner Apolo Ohno                 | 6:46.369   | QA    |
| 3    | FRA França Maxime Chataignier Thibaut Fauconnet Benjamin Mace Jean Charles Mattei | 6:51.071   | ADV   |
| 4 !  | ITA Itália Nicolas Bean Yuri Confortola Claudio Rinaldi Nicola Rodigari           | 9:99.999 ! | DSQ   |

| Pos. | Atletas                                                                            | Tempo    | Notas |
| ---- | ---------------------------------------------------------------------------------- | -------- | ----- |
| 1    | CHN China Han Jialiang Liu Xianwei Ma Yunfeng Song Weilong                         | 6:43.601 | QA    |
| 2    | CAN Canadá Guillaume Bastille Charles Hamelin Olivier Jean Francois-Louis Tremblay | 6:43.610 | QA    |
| 3    | GER Alemanha Paul Herrmann Tyson Heung Sebastian Praus Robert Seifert              | 6:47.289 | QB    |
| 4    | GBR Grã-Bretanha Anthony Douglas Jon Eley Tom Iveson Jack Whelbourne               | 6:50.618 | QB    |

### Finais
As finais aconteceram no dia 26 de fevereiro. As terceiras e quartas equipes de cada semifinal disputaram a Final B, que define as posições entre 5º e 8º. As primeiras e segundas das semifinais disputaram as medalhas na Final A.
Final B
| Pos. | Atleta                                                                | Tempo    | Notas |
| ---- | --------------------------------------------------------------------- | -------- | ----- |
| 6    | GBR Grã-Bretanha Anthony Douglas Jon Eley Jack Whelbourne Paul Worth  | 6:50.045 |       |
| 7    | GER Alemanha Paul Herrmann Tyson Heung Sebastian Praus Robert Seifert | 6:50.119 |       |

Final A
| Pos.              | Atleta                                                                             | Tempo    | Notas |
| ----------------- | ---------------------------------------------------------------------------------- | -------- | ----- |
| Medalha de ouro   | CAN Canadá Charles Hamelin François Hamelin Olivier Jean Francois-Louis Tremblay   | 6:44.224 |       |
| Medalha de prata  | KOR Coreia do Sul Kwak Yoon-gy Lee Ho-suk Lee Jung-su Sung Si-bak                  | 6:44.446 |       |
| Medalha de bronze | USA Estados Unidos J.R. Celski Travis Jayner Jordan Malone Apolo Ohno              | 6:44.498 |       |
| 4                 | CHN China Han Jialiang Liu Xianwei Ma Yunfeng Song Weilong                         | 6:44.630 |       |
| 5                 | FRA França Maxime Chataignier Thibaut Fauconnet Jerermy Masson Jean Charles Mattei | 6:51.566 |       |

Legenda
| Recorde mundial      | Recorde mundial (World record)               |                       | Recorde africano                      | Recorde africano (African) |                                           | Q | Classificado por posição (Qualified) |
| Recorde olímpico     | Recorde olímpico (Olympic record)            | Recorde da América    | Recorde da América (Americas)         | q                          | Classificado por melhor tempo (Qualified) |   |                                      |
| Melhor marca do ano  | Melhor marca do ano (World leading)          | Recorde asiático      | Recorde asiático (Asian)              | DNS                        | Não largou (Did not start)                |   |                                      |
| Recorde nacional     | Recorde nacional (National record)           | Recorde europeu       | Recorde europeu (European)            | DNF                        | Não terminou (Did not finish)             |   |                                      |
| Recorde pessoal      | Recorde pessoal do atleta (Personal best)    | Recorde da Oceania    | Recorde da Oceania (Oceania)          | DSQ / DQ                   | Desclassificado (Disqualified)            |   |                                      |
| Recorde da temporada | Recorde da temporada do atleta (Season best) | Recorde sul-americano | Recorde sul-americano (South America) | NM                         | Sem marca (No mark)                       |   |                                      |